# Tan cerca y tan lejos (telenovela)
Tan cerca y tan lejos fue una telenovela colombiana emitida por RCN en 1998-1999. Fue escrita por Juan Manuel Cáceres. Protagonizada por Sandra Reyes y Gustavo Ángel, con la actuación antagónica de Catherine Siachoque.

## Sinopsis
Luna Fonseca una abogada recién graduada se enamora de Rafael Jiménez, un joven brillante y periodista de televisión. Pero a ellos no solo los separa la evidente diferencia de clases , sino algo que los dos ignoran: El padre de Rafael es el hombre que hace quince años asesinó al padre de Luna.

## Elenco
- Sandra Reyes - Luna Fonseca
- Gustavo Ángel - Rafael Jiménez
- Catherine Siachoque - Laura
- Álvaro Ruiz
- Jorge Cárdenas - Enrique "Kike" Fonseca
- Santiago Moure - Don Libardo
- Carolina Cuervo
- Marcela Gallego - Doña Gloria
- Yolanda García - Doña Conchita
- Mauricio Figueroa - Roncancio
- Marcela Benjumea - Norma
- Víctor Hugo Cabrera
- Leonor Arango - Ligia de Jiménez
- Martín de Francisco
- Manuel Busquets - Roberto Jiménez
- María Margarita Giraldo
- Gonzalo Escobar
- Tita Duarte
- Lucero Galindo
- Paula Peña
- Angélica Blandón - Francy
- Juan Pablo Posada
- Juan Alejandro Gaviria
- Oscar Salazar
- daulis molina - teniente rojano